# Волков Микола Миколайович (герой СРСР)
Микола Миколайович Волков (23 лютого 1923, Волгаріца, Північно-Двінська губернія — 8 грудня 1977, Одеса) — Гвардії лейтенант Радянської Армії, учасник Великої Вітчизняної війни, Герой Радянського Союзу (1945).

## Біографія
Микола Волков народився 23 лютого 1923 року в селі Волгаріца (нині — Опарінський район Кіровської області) в селянській родині. Закінчив сім класів школи, потім школу фабрично-заводського учнівства. У лютому 1942 року Волков був призваний на службу в Робітничо-селянську Червону Армію. З червня того ж року — на фронтах Великої Вітчизняної війни. У січні-жовтні 1944 року навчався в Харківському танковому училищі, отримав спеціальність механіка-водія, був призначений в танк 53-й гвардійської танкової бригади 6-го гвардійського танкового корпусу 3-ї гвардійської танкової армії 1-го Українського фронту. Відзначився під час Вісло-Одерської операції.
У січні 1945 року взвод, в якому служив Волков, отримав бойове завдання прорватися через слабозахищену ділянку ворожої оборони, і зайшовши в тил противнику, захопити й утримати міст через річку Пилиця. Взводу вдалося прорватися в тил. По дорозі танкісти знищили німецький обоз в 200 возів. 15 січня 1945 року на підході до мосту вони виявили колону автомашин і 5 танків ворога. Взвод атакував колону, знищивши велику частину автомашин і 3 танка. Волков особисто таранив 2 танка і гусеницями знищив кілька десятків автомашин. Він одним з перших подолав Пилиці на північний захід від міста Влощова. Під час одного з наступних боїв Волков розчавив 7 німецьких польових знарядь.
Указом Президії Верховної Ради СРСР від 10 квітня 1945 року за «мужність, відвагу і героїзм, проявлені в боротьбі з німецькими загарбниками» гвардії сержант Микола Волков був удостоєний високого звання Героя Радянського Союзу з врученням ордена Леніна і медалі «Золота Зірка» за номером 7834.
У квітні 1947 року в званні лейтенанта Волков був звільнений в запас. Проживав в Одесі, помер 8 грудня 1977, похований на Таїровському кладовищі Одеси.
Був також нагороджений орденом Слави 3-го ступеня (17.5.1945) і медалями.